# Хум (сосуд)

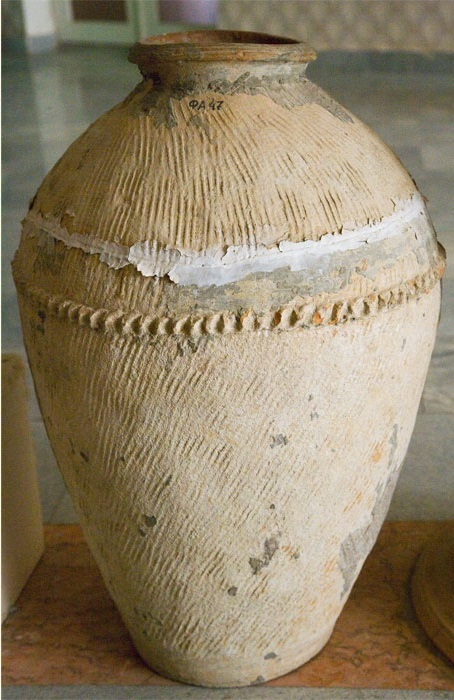
Хум для хранения продовольственных запасов
Керамика, начало XX века. Республиканский музей Дангаринского района, Таджикистан

Хум — керамический тарный сосуд, характерный для Средней Азии. Принадлежит к тому же типу сосудов, что греческий пифос, итальянская джара, грузинский квеври. 
По заключению В. А. Лившица, название хум(б) происходит от старого иранского слова, обозначавшего крупный глиняный сосуд (ср. авест. xumba, древнеиндийское kumbha, тадж. khimbh и перс. xumb или перс. xum, рано проникшие в тюркские языки), а также любую глиняную посуду, приготовленную для обжига, а также площадку для обжига посуды. Такие значения засвидетельствованы для ягнобского xumb, они могут отражать семантику этого слова в согдийском языке — предке ягнобского и в некоторых других восточно-иранских языках. Праиндоевропейский корень *kumb- имеет значение сосуд для напитков, плошка, пиала.
Наиболее древнее употребление слова хум зафиксировано в документе № 1 из Нисы, относящемся ко II веку до нашей эры. По мнению изучавших документы М. М. Дьяконова, И. М. Дьяконова и В. А. Лившица, слово это употреблено в значении меры ёмкости для жидкостей. М. Е. Массон считает, что для вина, поскольку найденные при раскопках в Нисе документы, глиняные черепки — остраконы с парфянскими надписями, — характеризуют сборы налогов с податных виноградников.
В настоящее время слово хум обозначает крупные сосуды для хранения запасов продуктов: зерна, вина, воды. Этот термин распространён на Ближнем и Среднем Востоке среди тюркоязычных и ираноязычных народов.
Хумы изготовлялись в большинстве на гончарном круге медленного вращения. Они изготовлялись обычно из трёх или двух частей по изготовляющей величине и потом были присоединены путём прилипания этих частей. И так они присушивались до обжига, в конце они ставились для обжига в специальных керамических печах для тарных сосудов. В днищах некоторых хумов ещё до обжига делались отверстия круглой палочкой, что подтверждает гипотезу использования хума и в качестве тары для хранения зерна. Отверстие в днище улучшало циркуляцию воздуха, не давая зерну отсыреть и зеплесневеть.